# Avrechy
Avrechy é uma comuna francesa na região administrativa de Altos da França, no departamento de Oise. Estende-se por uma área de 12,39 km². Em 2010 a comuna tinha 1 170 habitantes (densidade: 94,4 hab./km²).